# エコウィル
エコウィル（ECOWILL）とは、2003年から2017年9月まで日本で販売されていた家庭用コージェネレーションシステムの愛称である。

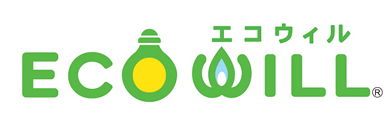
エコウィルのロゴ

## 概要
都市ガスやLPガスを燃料とするガスエンジンで発電を行い、その際に発生する排熱を給湯などに利用する家庭用コージェネレーションシステムで、「エコウィル」はその愛称だった。電力各社がオール電化でガスの市場を侵食している事に対抗し、逆に電気の市場にガスが乗り込む格好になっていた。ガス会社ではオール電化と比べ、常時即座に大量の熱湯を供給可能な事、電気使用量が減り光熱費の削減を図れる事、発電時の排熱を有効利用するため、二酸化炭素排出量が少なく環境に優しい事をPRしていた。
エコウィルは、ノーリツや長府製作所などが製造する給湯器ユニットと、本田技研工業やパーパスが供給する発電機ユニットからなるシステムで、各ガス会社より販売されていた。「省エネ大賞」会長賞（平成15年度）、エコプロダクツ大賞推進協議会会長賞（平成16年度）などを受賞している。
各ガス会社での新規申し込み受付は2017年9月30日で終了し、本田技研工業の発電システムも同年12月で提供を終了した。

## メリット・デメリット

### メリット
- 発電で発生した排熱を直接有効利用できるため、排熱を利用しない火力発電や原子力発電と比べてエネルギー利用率が高かった（エコウィル92%、火力発電37%）[3]。
- 自宅で発電をするため、送電ロスがほぼない。
- ガス会社によっては、専用料金メニューを用意しておりガス料金の割引を受けられる。
- 発電した分、電気使用量が減る（年間約40％削減[4]）ため、電気料金が安くなる。
- 補助熱源機を組み合わせて使用するため、湯切れの心配がない。
- 補助金制度があった。2009年度の補助金を比較すると、エコキュート42,000円、エコジョーズ22,000円に比べ、エコウィルは124,000円と多くの補助金が出た。

### デメリット
- 発電時の排熱で貯湯タンク内のお湯を温めるシステムであるため、貯湯タンク設置スペースが必要。
- ガス給湯器と比べると初期費用が高い（1機あたり約80万円→2012年4月現在、材工約50万円）。しかし、エネファーム（1機あたり100万円前後）に比べると大幅に安かった。
- 一定期間ごと(6,000時間または3年間のいずれか早い方)に定期点検が必要。
- 貯湯タンクのお湯が沸ききると発電を止める仕組みのため、お湯の使用量が少ない季節は発電量が減少する。
- 発電できる電力は、最大でも1kW(1,000W)程度。
- 発電した電力が余ったとしても売電は出来ない。

## 補助
住宅・建築物高効率エネルギーシステム導入促進事業の対象となるため、導入にあたって国からの補助金を受けることが出来た。また、一部の地方自治体では導入にあたっては、補助金あるいは助成金を受けられた。

## 製造メーカー
- 本田技研工業
- パーパス
  - 長府製作所
  - ノーリツ